# Кьонигсвинтер
Кьонигсвинтер (на немски: Königswinter) е град в Северен Рейн-Вестфалия, Германия, с 40 702 жители (2015).
Намира се на река Рейн до град Бон.